# Татар Елевци
Татар Елевци (мкд. Татар Елевци) су насељено место у Северној Македонији, у западном делу државе. Татар Елевци припадају општини Дебар.

## Географија
Насеље Татар Елевци је смештено у западном делу Северне Македоније. Од најближег већег града, Дебра, насеље је удаљено 4 km источно.
Рељеф: Татар Елевци се налазе у горњем делу историјске области Дебар. Село је положено на изнад плодног Дебарског поља, које прави река Црни Дрим. Насеље је положено на најјужнијим висовима планине Дешат, са изванредним погледом на град Дебар. Надморска висина насеља је приближно 1.090 метара.
Клима у насељу је планинска.

## Становништво
По попису становништва из 2002. године Татар Елевци су имали 10 становника.
Претежно становништво у насељу су етнички Македонци (90%). 
Већинска вероисповест у насељу је православље.